# Dolichostachys elongata
Dolichostachys elongata är en akantusväxtart som beskrevs av Raymond Benoist. Dolichostachys elongata ingår i släktet Dolichostachys och familjen akantusväxter. Inga underarter finns listade i Catalogue of Life.